# Enångers distrikt
Enångers distrikt är ett distrikt i Hudiksvalls kommun och Gävleborgs län. Distriktet ligger omkring Enånger i östra Hälsingland. 

## Tidigare administrativ tillhörighet
Distriktet inrättades 2016 och utgörs av Enångers socken i Hudiksvalls kommun.
Området motsvarar den omfattning Enångers församling hade 1999/2000.

## Tätorter och småorter
I Enångers distrikt finns en tätort och två småorter.

### Tätorter
- Enånger

### Småorter
- Lindefallet och Östra Bölan
- Tosätter